# Selegszántó
Selegszántó (1899-ig Ottova, németül: Antau, horvátul: Otava) község  Ausztriában, Burgenland tartományban, a Nagymartoni járásban.

## Fekvése
Kismartontól 7 km-re délre, a Vulka folyó partján fekszik.

## Nevének eredete
Korábbi neve, az Otava (Ottova) a helyi horvátajkú lakosság által használt elnevezés volt. Az Országos Községi Törzskönyvbizottság 1905-ben - több névvariáció megtárgyalását követően  - a község melletti folyó után a Vulkaszántó elnevezést javasolta, amit azonban mind a község, mind a megye megfellebbezett arra hivatkozva, hogy a folyó régi neve Seleg volt, a települést tehát Selegszántó néven kérik törzskönyveztetni.  A név második része arra utal, hogy földművelésre kötelezett szolgálónépek lakták.

## Története
1245-ben "Zantho" néven említik először. 1360-ban "Poss. Zantho ultra fluvium Selyek",  1381-ben "Poss. Zantho ultra fluvium Bulka", 1390-ben "Poss. Zanthou et pratum Nadasreth dictum iuxta fluvium Bulka al nom. Selegh dictum", 1401-ben "Poss. Zantho", 1435-ben "Poss. Zantho" alakban említik. Valószínűleg a 13. században vára is volt, de nyoma sincs. Szent András apostolnak szentelt temploma 1390-ben már állt. A török 1529-ben, 1532-ben és 1683-ban is elpusztította. A 16. században az elpusztult lakosság pótlására horvátokkal telepítették be. 1605-ben és 1620-ban Bocskai István, illetve Bethlen Gábor felkelői dúlták fel. A 17. századtól az Esterházy család birtoka volt. 1713-ban pestisjárvány pusztított.
Vályi András szerint "ANTAU. Népes német falu Sopron Vármegyében, birtokosa Hertzeg Eszterházy Uraság, lakosai katolikusok, fekszik a’ felső járásban. Korabinszky Mátyás Úrnak Lexikonnya szerént 1773. esztendőben ötven háznál több elégett itten a’ lakosoknak nem kevés kárával. Patakja van, szántó földgyei jók, szőlő hegye nintsen; második Osztálybéli."
1910-ben 908, többségben horvát (487 fő) lakosa volt, jelentős német (388 fő) kisebbséggel. A trianoni békeszerződésig Sopron vármegye Nagymartoni járásához tartozott.
2001-ben 753 lakosából 6 volt magyar, 489 német, 223 horvát és 35 horvát.

## Nevezetességei
Szent András apostol tiszteletére szentelt római katolikus temploma 1810-ben épült a 14. századi templom felhasználásával.

## Híres emberek
Itt született 1909. június 5-én Gombás Pál Kossuth-díjas fizikus, az MTA tagja.

## Külső hivatkozások
- Selegszántó az Osztrák Statisztikai Hivatal honlapján
- Magyar katolikus lexikon